# Pedro de Leturia
Pedro de Leturia Mendía (Villarreal de Urrechu, 26 de noviembre de 1891-Roma, 20 de abril de 1955) fue un historiador y escritor jesuita, fundador y director de varias publicaciones así como fundador y decano de la Facultad de Historia Eclesiástica en la Universidad Gregoriana de Roma. Fue miembro correspondiente de las Academias de la Historia de España, Argentina, Colombia, Ecuador y Venezuela.

## Biografía
Tras su formación inicial, el 1 de diciembre de 1906 ingresó con quince años en Loyola donde realizó su noviciado (1906-1908) y recibió formación humanística (1908-1911). Desupés, cursó la Filosofía en el Colegio Máximo de Oña (1911-1914).
Durante la Primera Guerra Mundial, entre 1914-1918, enseñó historia y literatura clásica en Bogotá (Colombia). De regreso a Europa, estudió tres años de Teología en Oña, entre 1918-1921, realizando el cuarto curso en el teologado holandés de Valkenburg (1921-1922). Aquí se ordenó sacerdote el 21 de diciembre de 1921.
Entre 1922-1923 estuvo enseñando historia eclesiástica en Oña y se marchó a estudiar a la Universidad de Múnich entre 1923-1925, donde se doctoró con una tesis sobre el patronato español en Hispanoamérica (Der Heilige stuhl und das spanischen Patronats in Amerika und die Encyclika Leos XII vom 24 Sept. 1824), que sería publicada en gran parte en Historisches Jahrbuch (Görres-Gesellschaft), una de las publicaciones más antiguas sobre ciencias históricas.
Entre 1925-1931 fue profesor, de nuevo, en Oña de materias sobre historia y patrística, dirigiendo, además, Estudios Eclesiásicos una revista de investigación e información teológica y canónica. En 1931, fue llamado a la Universidad Gregoriana en Roma donde funda y organiza la Facultad de Historia Eclesiástica, siendo decano entre 1932-1954.
Con el esfuerzo común de profesores y exalumnos, proyectó dos grandes obras: una historia de los papas en la Edad Media (nunca realizada del todo) y una historia detallada de la Iglesia en España, completada en estos últimos años (1979-1982). Como decano, promovió la fundación (1938) de la serie Miscellanea historiae Pontificiae, e ideó una revista histórica de la universidad (1963) Archivum Historiae Pontificiae. En medio de estas actividades, se ocupó en investigar la historia de la CJ y en especial de su fundador, san Ignacio de Loyola. Fundó la revista Archivum Historicum Societatis Iesu, y fue su primer director (1931-1934). También dirigió, entre 1931-1948, la serie Monumenta Historica Societatis Iesu, que continuó la publicación de ediciones críticas de los documentos originales sobre san Ignacio, e inició, dentro de la serie, la subdivisión Monumenta Missionum, dedicada a las primeras empresas misionales jesuitas en el Oriente e Iberoamérica.
En todos los aspectos de su vida científica, demostró cualidades no comunes de organizador y animador del trabajo en equipo. Dotado de tenacidad, dinamismo y rapidez en la comprensión de los problemas, fue apreciado por su actividad docente y su dedicación a sus alumnos, quienes encontraban en él a un director y consejero siempre disponible. Desde 1944, fue consultor de la sección histórica de la Sagrada Congregación de Ritos. Fue miembro correspondiente de las Academias de la historia de España, Argentina, Colombia, Ecuador y Venezuela.

## Obras
Fueron dos campos objeto principal de su especial interés:
- El primero, nacido de su tesis doctoral, trataba de las relaciones de la Santa Sede con los varios estados hispanoamericanos. Fueron numerosos artículos reunidos en tres tomos bajo el título de Relaciones entre la Santa Sede e Hispanoamérica: 
  - en el primero agrupa los dedicados al Real Patronato;
  - en el segundo, los de la época de Simón Bolívar; y
  - en el tercero contiene complementos, documentos e índices.
- El segundo tema fue la vida de san Ignacio, del que tenía la aspiración de escribir una biografía completa. Primero publicó en 1938 una monografía centrada en la juventud del santo, El gentilhombre Íñigo López de Loyola, posteriormente reeditada en 1941 y 1949.

Cuando fue relevado en 1953 en la Universidad Gregoriana logró dedicarse más plenamente a escribir sobre la vida del fundador, aunque murió a los dos años. Muchos de sus artículos sobre Ignacio fueron reunidos después en dos volúmenes bajo el título de Estudios Ignacianos.
Otras publicaciones fueron:
- El ocaso del Patronato real en la América Española. La acción diplomática de Bolívar ante Pío VII, a la luz de l Archivo Vaticano (Madrid, 1925).
- «Der Heilige Stuhl und das spanische Patronat in Amerika», Historisches Jahrbuch der Görresgesellschaft 46 (1926) 1-71.
- «Die Amerika-Encycklika Leos XII vom 24. September 1824 ihre Geschichte, ihr Text, ihre Folgen», Historisches Jahrbuch des Görresgesellschaft 46 (1926) 233-332.
- Bolívar y Léon XII (Caracas, 1931).
- La emancipación hispanoamericana en los informes episcopales a Pío VII (Buenos Aires, 1935).
- El gentilhombre lñigo López de Loyola en su patria y en su siglo (Barcelona, 1949). Estudios ignacianos, ed. I. Iparraguirre, 2 v. (Roma, 1957).
- Relaciones entre la Santa Sede e Hispanoamérica, ed. Analecta Gregoriana, 3 v. (Roma, 1959-1960).
- La primera misión pontificia a Hispanoamérica, 1823-1825. Relación oficial de Mons. Giovanni Muzi, ed. [con M. Batilori] (Ciudad del Vaticano, 1963).